# バチカン・テープ
『バチカン・テープ』（原題:The Vatican Tapes）は2015年に公開されたアメリカ合衆国のホラー映画である。監督はマーク・ネヴェルダイン、主演はオリヴィア・テイラー・ダドリーが務めた。なお、ネヴェルダインが単独で監督を務めたのは本作が初めてとなる。

## ストーリー
バチカン。イマーニ教皇代理はブルーン枢機卿にアンジェラ・ホームズに関する映像を見せていた。アンジェラは27歳のアメリカ人女性で、悪魔に憑依されていた。
3ヶ月前、アンジェラは父親のロジャーと恋人のピートからサプライズで誕生日を祝われていた。パーティーの最中、アンジェラは誤ってナイフで手を切ってしまい、病院で治療を受けることになった。そこで、アンジェラはロサーノ神父と出会った。治療を施されたアンジェラだったが、傷口から雑菌が入り、一気に容態が悪化したため、そのまま入院した。数日後、アンジェラは退院することになったが、タクシーで帰宅する途中に突然発狂し、運転を妨害した。その結果、タクシーは事故を起こし、アンジェラは40日もの間昏睡状態に陥った。医者が「意識を取り戻す可能性は限りなくゼロに近い」と判断し、生命維持装置を外そうとしたところ、アンジェラは奇跡的に意識を取り戻した。しかも、事故による後遺症は一切なかった。
ところが、アンジェラは深夜に産科病棟に侵入し、赤ん坊を溺死させようとした。アンジェラはその一件で取り調べを受けることになったが、彼女が刑事の耳元で何かを囁いた後、刑事は突然自殺した。アンジェラは何らかの精神疾患を抱えていると疑われ、精神病院に転院することになったが、ロサーノ神父はアンジェラが悪魔に憑依されている可能性を疑っていた。途方に暮れたロジャーは「アンジェラの母親は売春婦でした。私と出会ってから数ヶ月後に妊娠し、出産後に行方をくらませたのです。アンジェラは私の実の子供ではないのかもしれません。」とロサーノ神父に告白した。その頃、アンジェラは主治医のリチャーズに反抗的な態度を取っており、治療を受けようとしなかった。ある日の夜、アンジェラはアラム語で呪文を詠唱し、病棟にいた患者たちは次々と自殺した。病院はアンジェラを治療不可能と判断し、自宅に帰らせることにした。
ストーリーは再び冒頭のシーンに戻る。ブルーンは「アンジェラの周囲にはカラスが集まっている。カラスはアンチクライストの僕であるから、彼女は強大な力を持つ悪魔に憑依されているのだろう」と述べ、自らアンジェラの悪魔祓いの儀式を遂行することにした。儀式の途中、ブルーンはアンジェラと悪魔が生まれながらに結びついており、後者を殺せば前者も死ぬことに気が付いたが、世界を守るために、やむなくアンジェラごと悪魔を葬り去ることにした。
儀式を終えてひとまず安堵するブルーンだったが、ほどなくして、予想外の出来事が発生した。

## キャスト
- オリヴィア・テイラー・ダドリー - アンジェラ・ホームズ
- マイケル・ペーニャ - オスカー・ロサーノ神父
- ダグレイ・スコット - ロジャー・ホームズ
- ジャイモン・フンスー - イマーニ教皇代理
- ペーター・アンデション - マシアス・ブルーン枢機卿
- キャスリーン・ロバートソン - リチャーズ博士
- ジョン・パトリック・アメドリ - ピーター・スミス（ピート）
- マイケル・パレ - ハリス刑事
- アレックス・スパロウ - クーリック
- キャス・アンヴァー - ファーティ博士

## 製作
2013年6月28日、マイケル・ペーニャ、ジャイモン・フンスー、ダグレイ・スコットらが本作に出演することになったと報じられた。7月、本作の主要撮影がカリフォルニア州ロサンゼルスで始まった。8月1日、キャス・アンヴァーがキャスト入りした。2014年6月20日、ジョセフ・ビシャラが本作で使用される楽曲を手掛けるとの報道があった。2015年7月17日、レイクショア・レコーズが本作のサウンドトラックを発売した。

## マーケティング・興行収入
2015年3月17日、本作のオフィシャル・トレイラーが公開された。7月24日、本作は全米427館で公開され、公開初週末に83万2271ドルを稼ぎ出し、週末興行収入ランキング初登場16位となった。

## 評価
本作は批評家から酷評されている。映画批評集積サイトのRotten Tomatoesには45件のレビューがあり、批評家支持率は20%、平均点は10点満点で3.99点となっている。サイト側による批評家の見解の要約は「『バチカン・テープ』はやたらと騒がしいだけの退屈なスリラー映画で、すでに山ほど製作されている悪魔祓いものというジャンルに何一つ新しいものを付け加えていない。」となっている。また、Metacriticには12件のレビューがあり、加重平均値は38/100となっている。